# Jan Pieter Adolf van Limburg Stirum
Jan Pieter Adolf graaf van Limburg Stirum (Arnhem, 3 februari 1866 - Oosterbeek, 7 januari 1902) was een Nederlands filantroop.

## Biografie
Jan Pieter Adolf van Limburg Stirum bezocht het gymnasium in Arnhem en studeerde vervolgens rechten aan de Gemeentelijke Universiteit Amsterdam. In 1880 promoveerde hij op een proefschrift over de bescherming van onderzeese telegraafkabels. Na zijn promotie vestigde hij zich in Oosterbeek, waar hij zich toelegde op liefdadigheid.
Een belangrijke verdienste was de oprichting van de Vereeniging tot Christelijke Verpleging van Bedelaars en Landlopers, waardoor een toevluchtsoord werd opgericht in Beekbergen (Het Hoogeland). Hij volgde ook zijn vader op als bestuurslid van de weesinrichting Neerbosch te Beuningen In Arnhem stichtte hij de Vereeniging Welkom, bedoeld als christelijk logement voor armlastige reizigers. Daarnaast was hij lid van de Vereeniging tot Zedelijke Verbetering van gevangenen in Arnhem. Ook in dit opzicht volgde hij zijn vader na, die zich ook altijd het lot van gevangenen had aangetrokken. Hij was ook curator van het gereformeerd gymnasium van Zetten.
In november 1900 werd hij namens het district Putten voor de Anti Revolutionaire Partij gekozen in de Provinciale Staten van Gelderland.

## Familie
Van Limburg Stirum was de zoon van burgemeester Constantijn Willem graaf van Limburg Stirum en Maria Catharina van Wickevoort Crommelin. In 1892 trouwde hij met zijn volle nicht Cecilia Johanna gravin van Limburg Stirum, met wie hij vijf kinderen kreeg. Hun jongste twee kinderen, een meisjestweeling, werden pas na zijn dood geboren. Hun oudste zoon, Otto Ernst Gelder graaf van Limburg Stirum, werd in 1942 gefusilleerd door de bezettende macht.

## Eerbetoon
In 1911 richtte gereformeerd predikant Roelof Jan Willem Rudolph in Barneveld de Jan Pieter Adolfstichting op ter nagedachtenis aan Van Limburg Stirum. Bij de hoofdingang van dit paviljoen, waar verslaafden werden opgevangen, onthulde de naar hem genoemde dochter Van Limburg Stirum in 1915 een gedenksteen.